# Kim Huyền
Kim Huyền, tên thật là Phạm Thị Kim Huyền, là một diễn viên sân khấu, điện ảnh và truyền hình người Việt Nam. Cô từng đoạt Huy chương bạc Liên hoan sân khấu Kịch toàn quốc 2012 cho vở Nước mắt người điên -vai Người mẹ và Huy chương vàng Liên hoan kịch nói ngành Công an nhân dân lần thứ 3 năm 2015 cho vở Người đàn bà uống rượu -vai Duyên.

## Đầu đời
Kim Huyền sinh ngày 19 tháng 7 năm 1975  tại Thành phố Phan Thiết, Bình Thuận, cô là con út trong một gia đình có hai chị em. Cha cô mất sớm, mẹ trở thành trụ cột chính trong gia đình. Kim Huyền có niềm đam mê diễn xuất, cô từng thử sức với nghệ thuật cải lương nhưng không thành công.
Sau khi tốt nghiệp Trung học phổ thông, cô hai lần đăng ký thi vào Trường Đại học Sân khấu – Điện ảnh Thành phố Hồ Chí Minh nhưng không đậu do không đáp ứng được yêu cầu về ngoại hình. Kim Huyền ở lại Thành phố Hồ Chí Minh làm việc tại các sân khấu và học thêm nghề may để trang trải cuộc sống. Sau đó cô theo học lớp hệ B khoa Diễn viên của trường, do Nghệ sĩ ưu tú (NSƯT) Công Ninh phụ trách. Khóa học kéo dài được quá nửa thì ngừng hoạt động, cô ở trong tình trạng thất nghiệp trong khoảng 2 năm thì được nghệ sĩ Hữu Châu giúp đỡ cùng tham gia diễn hài. Sau đó Kim Huyền quyết định về biểu diễn tại Nhà hát Kịch Thành phố.

## Quá trình hoạt động
Những năm 1990, Kim Huyền tập trung vào sự nghiệp diễn hài kịch, đóng cùng các nghệ sĩ như Hữu Châu, Nhật Cường... Một cách tình cờ, cô gặp được đạo diễn Thế Ngữ và được ông tin tưởng giao những vai phụ cho hầu hết các vở kịch truyền hình thời kỳ đó, trong khoảng thời gian này, cô được gặp Nghệ sĩ Nhân dân (NSND) Hồng Vân và chính thức đầu quân cho sân khấu kịch Phú Nhuận.
Năm 2002, khi được nhận về Sân khấu kịch Hồng Vân, cô từ bỏ hẳn các vai diễn hài. Kim Huyền trở nên thành công qua các vở diễn như: Người vợ ma (vai bé Yến), Nước mắt người điên (vai Người mẹ), Yêu, Sám hối, Chị Dậu... Năm 2006, cô tạo được ấn tượng mạnh với khán giả qua vai diễn bé Yến trong vở kịch "Người vợ ma".
Trong 10 năm đầu sự nghiệp, Kim Huyền hầu như thường được giao các vai diễn phụ. Năm 2015, cô đoạt Huy chương vàng Liên hoan hình tượng chiến sỹ công an nhân dân lần thứ 3 trong vở “Người đàn bà uống rượu” – vai Duyên. Cũng trong năm này, Kim Huyền quyết định tạm gác lại công việc diễn xuất để đến Nhật Bản du học, không tham gia nghệ thuật trong 5 năm.
Tháng 11 năm 2019, Kim Huyền về Việt Nam đón Tết, nhưng vì dịch bệnh COVID-19 bùng phát khiến cô không thể quay lại Nhật ngay. Trong khoảng thời gian này, nữ diễn viên nhận lời tham gia bộ phim truyền hình Cát đỏ của đạo diễn Lưu Trọng Ninh.
Năm 2022, cô có vai diễn phim điện ảnh đầu tiên trong Hạnh Phúc Máu của Nhà sản xuất Dược Sĩ Tiến.
Tháng 8 năm 2023, Kim Huyền trở lại sân khấu sau tám năm với vai diễn Huệ trong vở Trả lại lia thia của sân khấu Hoàng Thái Thanh. Đến nay cô đã tạo nên dấu ấn riêng trong lòng khán giả qua vai diễn đó. Năm 2025, Kim Huyền đóng vai Nhớ trong bộ phim truyền hình của Trung tâm Phim truyền hình Việt Nam có tựa đề Không thời gian của đạo diễn NSƯT Nguyễn Danh Dũng.

## Gia đình
Hiện tại, Kim Huyền chọn lối sống độc thân và thường xuyên ở quê nhà- Phan Thiết cùng mẹ và chị gái.

## Sự nghiệp diễn xuất

### Phim truyền hình
| Năm  | Tựa phim                  | Vai diễn       | Đạo diễn              |
| ---- | ------------------------- | -------------- | --------------------- |
| 2006 | Nợ đời                    | Hoa Liên       | Hồ Ngọc Xum           |
| 2007 | Miền đất phúc             | Cô Mẫn         | Đinh Đức Liêm         |
| 2007 | Cái bóng bên chồng        | Quỳnh          | Xuân Phước            |
| 2010 | Câu chuyện pháp đình      | Nguyễn Thị Lài | Nguyễn Tường Phong    |
| 2014 | Ngày hôm qua              | Lượm           | NSƯT Trần Mỹ Hà       |
| 2015 | Ngọn cỏ gió đùa           | Bá hộ Cao      | Hồ Ngọc Xum           |
| 2015 | Con nhà giàu              | Ba Đẹp         | Hồ Ngọc Xum           |
| 2015 | Hai khối tình             |                | Hồ Ngọc Xum           |
| 2015 | Tần nương thất            | Bé 5           | Chu Thiện             |
| 2019 | Tơ hồng vương vấn         | Hai Tỷ         | Hồ Ngọc Xum           |
| 2020 | Cát đỏ                    | Hồng Hoang     | Lưu Trọng Ninh        |
| 2021 | Trúng số ăn Tết           | Năm Tươi       | Hồ Ngọc Xum           |
| 2022 | Duyên kiếp                | Bà Năm         | Chu Thiện             |
| 2022 | Dâu hổ đại chiến mẹ chồng | Bà Mai         | Dương Ngọc Của        |
| 2024 | Đừng khóc anh đây rồi     | Bà Kim         | Chu Thiện / Thanh Chu |
| 2025 | Không thời gian           | Nhớ            | Nguyễn Danh Dũng      |

### Phim điện ảnh
| Năm  | Tên phim      | Vai diễn     | Ghi chú |
| ---- | ------------- | ------------ | ------- |
| 2022 | Hạnh phúc máu | Quản gia Huê |         |
| 2024 | Sáng đèn      | Mỹ Hường     |         |

### Kịch nói
| Sân khấu                       | Tên vở kịch            | Vai diễn |
| ------------------------------ | ---------------------- | -------- |
| Sân khấu kịch Phú Nhuận        | Người vợ ma            | Bé Yến   |
| Sân khấu kịch Phú Nhuận        | Người đàn bà uống rượu | Duyên    |
| Sân khấu kịch Phú Nhuận        | Con nhà nghèo          | Hồng     |
| Sân khấu kịch Hoàng Thái Thanh | Mua bảo hiểm tình      | Nữ Hoàng |
| Sân khấu kịch Phú Nhuận        | Nước mắt người điên    | Người mẹ |
| Sân khấu kịch Hoàng Thái Thanh | Trả lại lia thia       | Huệ      |

### Chương trình truyền hình
| Năm  | Tên chương trình              | Tập            | Vai trò   |
| ---- | ----------------------------- | -------------- | --------- |
| 2015 | Thiên đường ẩm thực           | Mùa 1 - tập 3  | Khách mời |
| 2018 | Ngạc nhiên chưa               | 164            | Khách mời |
| 2018 | 5 vòng vàng kỳ ảo             | 5              | Khách mời |
| 2019 | Bậc thầy chính hiệu           | 1              | Khách mời |
| 2019 | Ký ức vui vẻ                  | Mùa 2 - tập 14 | Khách mời |
| 2019 | Nhanh như chớp nhí            | Mùa 2 - tập 8  | Khách mời |
| 2019 | Siêu bất ngờ                  | 15             | Khách mời |
| 2023 | Lắng để nghe, lắng để an lành | 22             | khách mời |
| 2023 | Người Kể Chuyện Đời           | 23             | Khách mời |

## Giải thưởng và đề cử
| Năm  | Giải thưởng/Lễ trao giải                               | Vai diễn/Hạng mục                                 | Kết quả         |
| ---- | ------------------------------------------------------ | ------------------------------------------------- | --------------- |
| 2008 | Giải Mai vàng                                          | Nữ diễn viên kịch nói – vở Nước mắt người điên    | Đề cử           |
| 2012 | Liên hoan Sân khấu kịch toàn quốc                      | Vở Nước Mắt Nguời điên - vai Người mẹ             | Huy chương bạc  |
| 2012 | Giải Mai vàng                                          | Diễn viên hài – vở Con nhà nghèo                  | Đề cử           |
| 2015 | Liên hoan hình tượng chiến sĩ Công an Nhân dân lần III | Vở Người đàn bà uống rượu - vai Duyên             | Huy chương vàng |
| 2016 | Giải Mai vàng                                          | Nữ diễn viên sân khấu – vở Người đàn bà uống rượu | Đề cử           |
| 2022 | Giải thưởng Ngôi Sao Xanh                              | Phim Dâu Hổ Đại chiến mẹ chồng - vai bà Mai       | Đề cử           |